# Semicassis granulata
Semicassis granulata (Born, 1778) è una specie di mollusco gasteropode della famiglia Cassidae.

## Descrizione
Lungo fino a 10 centimetri per un diametro di 7 centimetri.

## Biologia

### Alimentazione
Specie carnivora, spesso necrofaga.

### Riproduzione
Si riproduce alla fine del periodo primaverile, e durante l'estate è facile reperire le tipiche ovature di questa specie, dalla forma a torre.

## Distribuzione e habitat
Comune nel mar Mediterraneo e nell'oceano Atlantico orientale in prossimità dello Stretto di Gibilterra, su fondali mobili, sabbiosi o fangosi, detritici, anche rocciosi in presenza di alghe, di solito a profondità non eccessive.